# 現代任侠道 兄弟分
『現代任侠道 兄弟分』（げんだいにんきょうどう きょうだいぶん）は、1970年1月20日に公開された日本映画。製作は東映。監督は村山新治、主演は菅原文太。カラー。シネマスコープ。上映時間は89分。

## スタッフ
- 監督：村山新治
- 脚本：村尾昭
- 企画：俊藤浩滋、矢部恒
- 撮影：稲田喜一
- 美術：中村修一郎
- 音楽：木下忠司
- 録音：内田陽造
- 照明：銀屋謙蔵
- 編集：田中修
- スチール：藤井善男

## 出演者
- 五十嵐勝：菅原文太
- 藤上三郎：待田京介
- 五十嵐佐智子：吉行和子
- 情婦：桑原幸子
- 鳴海勇：諸角啓二郎
- 庄司進：砂塚秀夫
- 小坂正春：近藤宏
- 石戸：小松方正
- 高間：沢彰謙
- 松永：三重街竜
- 牛島辰男：藤山浩二
- 尾形：河合絃司
- 白川守和：八名信夫
- 石橋：山岡徹也
- 小松原：植田灯孝
- 井上：日尾孝司
- 秋山：相馬剛三
- 滝：宮内洋
- 梶川：久地明
- 早川：滝島孝二
- 守田：須賀良
- 岩井：久保一
- 土山登士幸
- 寺井：小林稔侍
- 木川哲也
- 佐伯：山之内修
- 宮田：亀山達也
- 高須準之助
- 杉山：沢田浩二
- 倉前：高月忠
- 林宏
- 山浦栄
- 野口貴史
- 伊藤慶子
- 小林千枝
- 真紀：安城由貴
- 戸田春子
- 竜崎義明：渡辺文雄
- 若松譲：小杉勇
- 中部政治：鶴田浩二

## 同時上映
- 極道釜ヶ崎に帰る